# سیبیرسکی (سرزمین آلتای)
سیبیرسکی (به لاتین: Sibirsky) یک شهر، روستا و شهر بسته در روسیه است که در سرزمین آلتای واقع شده‌است.